# احتجاج اليهود الإثيوبيين في إسرائيل يوليو 2019
أقام اليهود الإثيوبيون في إسرائيل احتجاجًا في 2 يوليو 2019. بدأ الاحتجاج بعد أن قتل ضابط خارج الخدمة شابًا إثيوبيًا، باسم سليمان تيكا، مساء يوم الأحد، 1 يوليو 2019، في كريات حاييم، حيفا، شمال إسرائيل. اشتبك عشرات الآلاف من المتظاهرين الإثيوبيين الغاضبين مع الشرطة الإسرائيلية وسدوا ما لا يقل عن 15 طريقًا سريعًا في جميع أنحاء إسرائيل، بينما كان الآلاف من الناس عالقين في الازدحام المروري. وفقًا لبيان الشرطة، فقد خلف الصدام بين المتظاهرين وقوات الشرطة الإسرائيلية أكثر من 110 جرحى، و47 ضابطًا، أصيب 26 من المتظاهرين، واعتقل ما لا يقل عن 130 متظاهرًا. يعيش العديد من المهاجرين واللاجئين الأفارقة في إسرائيل وذكر أنهم شعروا بالغضب ضد الدولة أيضًا. جنازة تيكا جرت يوم الثلاثاء، 3 يوليو 2019.
لم تتصرف الشرطة بحزم ضد المتظاهرين في الساعات الأولى من الاحتجاج، ولكن بعد فترة وجيزة من اعترافهم بتغيير الاحتجاج إلى حالة غير مسبوقة، بدأوا في استخدام أساليب تشتيت الشغب، بما في ذلك الغاز المسيل للدموع وقنابل الصوت.

## خلفية
لطالما اشتكت الجالية الإثيوبية من العنصرية في إسرائيل، وقد عبر معظمهم عن شعورهم بأنهم مواطنون من الدرجة الثانية في البلاد. ليست وفاة تيكا هي المرة الأولى التي يخرج فيها أفراد من المجتمع الإثيوبي في البلاد إلى الشوارع احتجاجًا على وحشية الشرطة والعنصرية. تسبب موت سليمان تيكا في مظاهرة جديدة بين المجتمع الإثيوبي. يقولون إن الناس يعيشون في خوف دائم من مضايقات الشرطة لأنهم سود. وفقًا لموقع مراقبة شرطة الشرق الأوسط، فقد قتل 11 إثيوبيًا منذ عام 1997 أثناء اشتباكات مع الشرطة.
تضم الجالية اليهودية الإثيوبية في إسرائيل حوالي 140،000 شخص، وأكثر من 50،000 منهم ولدوا في البلاد. على الرغم من أن الجالية اليهودية الإثيوبية كانت معزولة عن العالم اليهودي لعدة قرون، إلا أن السلطات الدينية الإسرائيلية اعترفت بيهوديتهم. نقلت السلطات الإسرائيلية عشرات الآلاف من الأشخاص من إثيوبيا إلى إسرائيل في الثمانينيات والتسعينيات. 
في عام 2015، أثار مقطع فيديو يظهر جنديًا إسرائيليًا ذو خلفية إثيوبية يتعرض للضرب على أيدي رجال الشرطة الإسرائيليين، احتجاجًا مماثلًا استمر عشرة أيام. أصبحت هذه الاحتجاجات مظاهرات عنيفة، واستخدمت الشرطة الإسرائيلية الغاز المسيل للدموع ضد المتظاهرين. خلال المظاهرات أصيب ما لا يقل عن 50 ضابطًا و7 متظاهرين. وقال متظاهر لهيئة الإذاعة البريطانية في ذلك الوقت، في عام 2015، «نريد الاعتراف بنا كمواطنين آخرين في إسرائيل. إذا استغرق الأمر بضعة أشهر، فسنكون مستعدين للانتظار.» داماس باكادا، البالغ من العمر 24 عامًا، هو ضابط عسكري في وحدة إلكترونية. كان يعتقد أن للحادث كانت دوافع عنصرية واضحة. أغلقت المحكمة القضية دون أي عقوبة كبيرة ضد المتهمين.
في قضية سابقة، في 18 كانون الثاني (يناير) 2019، تم قتل شاب يدعى يهودا بيدغا على أيدي ضباط الشرطة وهو في الرابعة والعشرين من العمر. لقد كان إسرائيليًا من أصل إثيوبي، وقالت أسرته أنه يعاني من مرض عقلي. لم يتناول أدويته عندما أطلق عليه النار من قبل الشرطة. خرج الآلاف من المتظاهرين إلى شوارع تل أبيب في يناير 2019 بعد وفاة يهودا. ذكرت الشرطة أنه قُتل على يد ضابط شرطة عندما كان يحمل سكينًا.

## حادث
تم إطلاق النار على سليمان تيكا، وهو إسرائيلي إثيوبي يبلغ من العمر 18 عامًا، على يد ضابط شرطة إسرائيلي في كريات حاييم، وهي مدينة حيفا الساحلية الشمالية في مساء 30 يونيو 2019. ولد تيكا ونشأ في جوندر، المدينة الشمالية الإثيوبية. انتقلت عائلته من بلدهم إلى إسرائيل قبل حوالي ست سنوات، عندما كان تيكا في الثانية عشرة.
وكان مع ضابط إطلاق النار زوجته وثلاثة أطفال صغار وقت وقوع الحادث، وبحسب ما ورد كان يأخذهم إلى ملعب عندما لاحظ المراهقين يضربون صبيًا صغيرًا. أثناء حادث إطلاق النار، وفقًا لبيان الشرطة، عندما رأى الضابط قتالًا بين الشباب، دخل إلى ساحة القتال وحاول أن ينهي الأمر. تعرف الضابط عليهم، مما تسبب في بدء إلقاء الحجارة على ضابط الشرطة. شعر الضابط أن حياته في خطر ولذا قرر استخدام سلاحه ضد المهاجم. وأخيرا، فتح النار عليهم وقتل تيكا. ولكن، قال شبان آخرون وشاهد محلي إن الشرطي لم يتعرض للهجوم، وبدأ للتو في إطلاق النار على الشباب الذين تجمعوا في الملعب.
ذكرت منظمة ماجن دافيد أدوم (MDA) أن بعض الأشخاص الذين حوصروا في حركة المرور بسبب إغلاق الطرق من قبل المتظاهرين يحتاجون إلى المساعدة والأدوية. خلال عملية MDA، تعرضت ست سيارات إسعاف وكذلك أربعة دراجات نارية تابعة لهيئة MDA ووحدة العناية المركزة المتنقلة لأضرار بسبب إلقاء المتظاهرين الحجارة. وقالت خدمات الطوارئ إن 83 شخصًا تلقوا علاجًا طبيًا، بما في ذلك المتظاهرون والشرطة والمارة عالقون في حركة المرور. لكن الشرطة الإسرائيلية تقول إن 110 ضباط على الأقل أصيبوا في الاحتجاجات.
وقال المتحدث باسم الشرطة ميكي روزنفيلد أن المتظاهرين هاجموا رجال الشرطة والمدنيين وأضاف أن ضابط الشرطة كان تحت الإقامة الجبرية والتحقيق قد بدأ من قبل وزارة العدل. اقترح قاض إسرائيلي إجراء تحقيق لمدة سبعة أيام في قضية تيكا

## احتجاج
قام آلاف من اليهود الإثيوبيين بأعمال شغب واحتجاجات في عدة مدن إسرائيلية في 2 يوليو 2019. أغلق العشرات من المتظاهرين حركة المرور على الطرق السريعة الرئيسية في حيفا بسبب وفاة سليمان تيكا. أظهر مقطع فيديو النيران على عدد من السيارات، وأظهرت لقطات أخرى المتظاهرين وهم يقفزون على سيارة ويحاولون تحطيم نوافذها. بينما كان العديد من المحتجين هادئين، كان بعضهم عنيفًا، كان بعضهم يدمر ما بدا أنه سيارات شرطة. في مقطع فيديو تم التقاطه، كان الكثير من الناس يساعدون مع بعضهم البعض على قلب السيارة وإشعال النار في الشارع عندما كانوا يصرخون «أوقفوا القتل، وأوقفوا العنصرية».
وفي العفولة قام حوالي 200 متظاهر بمنع حركة المرور في أحد الشوارع الرئيسية بالمدينة الشمالية. وفي الوقت نفسه، تم إغلاق الطرق الرئيسية في العديد من المدن، بما في ذلك تل أبيب وحيفا، بواسطة المتظاهرين الذين أحرقوا الإطارات. كان حوالي 50،000 شخص عالقين في حركة المرور في إسرائيل أعقاب الاحتجاجات.
استخدمت الشرطة أساليب مكافحة الشغب، بما في ذلك الغاز المسيل للدموع وقنابل الصوت. في مدينة كريات آتا الشمالية، تظاهر أكثر من ألف شخص في مركز شرطة زفولون، ألقى بعض المتظاهرين قنابل الدخان على المركز. قالت الشرطة إنها ألقت القبض على 60 شخصًا في جميع مواقع الاحتجاج، وأن حوالي 50 ضابطًا أصيبوا في الاشتباكات.
وقال أحد المتظاهرين لوكالة فرانس برس «سنواصل المسيرة حتى نتأكد من أن قوات الشرطة لن تقتل أي مواطن بسبب لون بشرتها». قال شاب يبلغ من العمر 26 عاماً عن إطلاق النار المميت من قبل الشرطة، «لا نعلم أن هذا النوع من الأفعال المميتة سيحدث من قبل قوات الشرطة مرة أخرى أم لا، لكننا سنبقى في الشوارع حتى تعطينا السلطات الحكومية أو الشرطة ضمانات.» وفقا لتقرير وكالة فرانس برس سمحت الشرطة الإسرائيلية للمتظاهرين بإغلاق بعض الطرق، وحاولت تجنب أي مواجهات مباشرة معهم.
عندما أظهرت البيانات الجديدة التي تلقتها سلطات الشرطة ارتفاع عدد ضباط الشرطة الجرحى، قالت الشرطة إنهم سيوقفون المتظاهرين ولن يسمحوا لهم بالتصرف بعنف. أخيرًا، بدأت الشرطة باستخدام القوة لتطهير الطرق المغلقة. بالإضافة إلى ذلك، بدأت سلطات الشرطة التفاوض مع قادة المجتمع.

## ردود أفعال
قرر عمير بيرتس، النائب المخضرم في حزب العمل، والفائز في الانتخابات التمهيدية لقيادة الحزب يوم الثلاثاء، تأجيل الاحتفالات بفوزه بسبب الاحتجاجات. قال: «لقد قررت عدم إقامة احتفال النصر الخاص بي في ضوء الصدع العميق [في المجتمع الإسرائيلي] الذي يتم تكثيفه أمام أعيننا واحتجاجات المجتمع الإثيوبي. يعبر هذا الانفجار عن شعورهم بالتمييز الذي مارسوه لسنوات عديدة. غداً سنفعل كل ما هو مطلوب لإعادة توحيد الحزب وجعله مقرًا سياسيًا لكل إسرائيلي.»
قال رئيس الوزراء بنيامين نتنياهو في شريط فيديو أنّنا «نحزن على وفاة سليمان تيكا. لدينا مشاكل داخل إسرائيل وتحتاج إلى حل. لكن توقفوا عن هذا التجمع وحظر الطرق السريعة. أنا أسألكم، دعونا نحل مشاكلنا معًا وبدون أي عنف.»
عبر الوزير جلعاد أردان، وزير الأمن العام الإسرائيلي، عن حزنه لوفاة سليمان سلمان تيكا وأضاف أن الإثيوبيين لديه الحق في الاحتجاج، لكن يجب أن يكون بدون أي نوع من العنف. وقال: «لن نتسامح مع التخريب أو [تهديدات] السلامة العامة.»
وناشد رئيس إسرائيل روفين ريفلين المتظاهرين بالهدوء. قال: «أريد أن يتصرف الجميع بمسؤولية. تريدون أن تنقلوا صوت احتجاجكم وتحاولون الوصول إلى مستقبل أفضل. لكن لا أحد يريد الانتقام، يجب أن نكون جميعاً شركاء في هذه العملية. هذه ليست حربًا أهلية.»
ووركة تيكا، والد تيكا، دعم المحتجين، لكنه طلب منهم تجنب العنف وقال: «نحن نحترم قانون بلدنا. نحن نعيش معًا، دعونا نكون في سلام. أريد أن أتأكد من أن هذا لا يحدث أبدًا للآباء الآخرين.»
وقال أمير تيكا، ابن عم سليمان، في الإذاعة العامة: «أعرف أن هذه الاحتجاجات بدأت بعد مقتل ابن عمي عمدا. قتل ابن عمي «عمدا» بالقرب من منزله، ولم «يقتل». لم يصطدم بسيارة في حادث عمل يمكننا أن نقول له «قتل»، لقد أطلق عليه الرصاص حتى الموت.»